# Trịnh (nước)
Trịnh (Phồn thể: 鄭國; giản thể: 郑国) là một nước chư hầu nhà Chu thời Xuân Thu trong lịch sử Trung Quốc, lãnh thổ quốc gia này nằm trên tỉnh Hà Nam, Trung Quốc hiện nay.
Nước này có nguồn gốc là một chi của vương tộc nhà Chu, ban đầu được phong tước Bá, sau được thăng lên tước Công. Dưới thời Trịnh Trang công, nước Trịnh nổi lên như là một nhà nước hùng mạnh thời Xuân Thu, cũng chính Trịnh Trang công là người khởi đầu xu hướng lấn át Thiên tử nhà Chu của các quốc gia chư hầu, thường được liệt vào hàng ngũ Ngũ bá trong lịch sử.
Nước Trịnh là một trong những quốc gia nằm ngay vị trí trung tâm, có nền kinh tế khá phát đạt, hệ thống chính trị ổn định và là nơi bắt nguồn của nhiều tư tưởng quan trọng trong thời kỳ này.
Vào năm 395 TCN, Trịnh Trang công cho xây dựng kinh đô nước Trịnh (nay là Tân Trịnh, Hà Nam). Kinh đô của nước Trịnh nằm trong khoảng khu vực Trịnh Châu ở Hà Nam.
Trịnh Trang Công với tài năng của mình đã khiến nước Trịnh trở nên hùng mạnh, lấn át thiên tử nhà Chu và biến nước Trịnh trở thành đệ nhất chư hầu thời kỳ đầu Xuân Thu. Sau thời Trang Công, nước Trịnh còn có nhà cải cách Tử Sản với những chính sách thông minh và khôn khéo, được liệt vào hàng danh nhân đương thời.
Trong những năm đầu thời kỳ Chiến Quốc, nước Trịnh bị nước Hàn tiêu diệt. Nước Trịnh tồn tại trong 432 năm với 24 đời vua.

## Thành lập
Nước Trịnh hình thành thời Tây Chu, năm 806 TCN khi vua Chu Tuyên vương phong cho người em là Cơ Hữu (tức con thứ của Chu Lệ vương) làm vua nước Trịnh, kinh đô đóng tại Hoa huyện (华县; tỉnh Sơn Tây, Trung Quốc hiện nay). Cơ Hữu ban đầu gọi là Trịnh bá (鄭伯), sau được tôn là Trịnh Hoàn công.
Cơ Hữu lúc đầu là phụ chính dưới triều Chu U vương. Sau đó thấy nhà Tây Chu suy yếu, Cơ Hữu di chuyển về phía Đông. Năm 771 TCN, quân Khuyển Nhung đánh vào Cảo Kinh nhà Tây Chu, Cơ Hữu bị giết cùng Chu U vương.
Con Cơ Hữu là Cơ Quật Đột lên nối ngôi, tức là Trịnh Vũ công. Trịnh Vũ công có công cùng các nước chư hầu Tấn, Tần, Vệ giúp thái tử Nghi Cữu đánh đuổi quân Khuyển Nhung và phù Nghi Cữu lên ngôi, tức là Chu Bình vương. Trịnh Vũ công thiên đô sang đất Tân Trịnh thuộc Hà Nam ngày nay.

## Lịch sử

### Hùng mạnh thời kỳ đầu

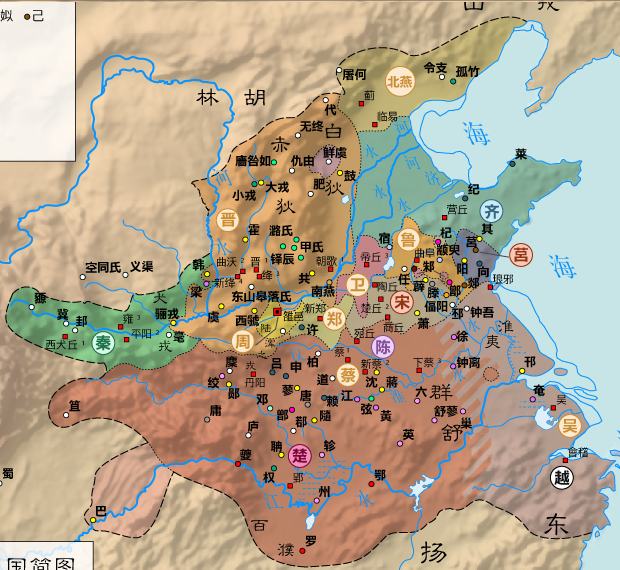
Giản đồ các nước lớn thời Xuân Thu
Trịnh (鄭)
Tấn (晉)
Yên (北燕)
Tề (齊)
Tần (秦)
Sở (楚)
Ngô (吳)
Cử (莒)
Lỗ (魯)
Tống (宋)
Vệ (衞)
Ba (巴)
Đất do thiên tử nhà Chu cai quản

Trịnh là một trong những nước chư hầu mạnh nhất đầu thời Xuân Thu, là quốc gia vị thế bá chủ đầu tiên.
Sau khi Trịnh Vũ công mất, Trịnh Trang công lên thay. Nhà Chu thiên đô sang phía Đông và càng suy yếu. Trịnh Trang công bắt đầu những hoạt động chính trị và quân sự can thiệp vào các quốc gia khác, tuy chưa chính thức nhưng đã tạo dựng được ảnh hưởng như Ngũ bá sau này. Ông ngày càng lấn át khiến Chu Bình vương phẫn uất mà không làm gì được, khi đó Bình vương muốn trọng dụng Quân chủ nước Quắc để chia quyền lực của Trang công khiến Trang công tức giận chất vấn, Bình vương kịch liệt phủ nhận. Để hòa giải, Bình vương dùng chính sách Chu Trịnh giao chất (周郑交质), lấy Trịnh thế tử Cơ Hốt sang nhà Chu làm con tin, còn Vương tử Hồ (王子狐) sang Trịnh làm con tin.
Trịnh Trang công còn can thiệp vào chuyện các nước chư hầu như nước Lỗ, nước Tống, nước Vệ, giúp nước Tề chống Nhung địch, hoành hành nhiều năm, lấn át quyền lực của Thiên tử, chính ông tạo tiền đề cho việc lấn át Thiên tử của các chư hầu về sau. Thời đại Trịnh Trang công cai trị đã biến nước Trịnh trở thành đại quốc trong lịch sử đầu thời kì Xuân Thu. Trong suốt thời kỳ Xuân Thu, Trịnh mở quan hệ buôn bán với các nước xung quanh và trở thành một trong những quốc gia giàu nhất.

### Suy yếu thời kỳ sau
Sau khi Trịnh Trang công mất, các con tranh giành ngôi vua trong nhiều năm, từ đó nước Trịnh suy yếu đi. Trịnh Chiêu công kế vị không lâu, quyền thần Tế Trọng (祭仲) do mưu lợi đã cải lập Công tử Đột làm Trịnh quốc quốc quân, tức Trịnh Lệ công, Trịnh Chiêu công bị buộc phải chạy sang nước Vệ. Trịnh Lệ công lên ngôi, thì muốn diệt trừ Tế Trọng do sự chuyên quyền của ông ta, nhưng sự việc bại lộ, Tế Trọng phế và lại lập Chiêu công lên ngôi như cũ. Trịnh Chiêu công lại có tư oán với Cao Cừ Di (高渠弥), sau Chiêu công bị Cao Cừ Di bắn chết trong một buổi đi săn. Quốc gia đại loạn, cả Cao và Tế đều không muốn lập Lệ công, bèn lập Công tử Vỉ, tức Trịnh Tử Vỉ.
Khi đó, Tề Tương công hội minh, có mời Trịnh Tử Vỉ, Cao Cừu Di đi theo. Trong buỗi lễ, Tề Tương công ra tay giết Trịnh Tử Vỉ, Cừ Di hoảng sợ chạy về nước Trịnh. Tại đó, Cừ Di cùng tế Trọng lại lập Trịnh Tử Anh lên ngôi. Không lâu sau, Tề công tấn công nước Trịnh, Trịnh Tử Anh, Tế Trọng và Cao Cừ Di đều bị giết, Tề công sai người đưa Trịnh Lệ công về nước, lập làm quốc chủ như cũ.
Nửa sau thời Xuân Thu, các quốc gia xung quanh như nước Tấn, nước Sở, nước Tần, nước Tề lớn mạnh và mở rộng. Nước Trịnh bị thu hẹp và thường đóng vai trò trung gian ngoại giao giữa các quốc gia lớn mạnh tranh giành ngôi bá chủ. Thời kỳ đầu, Trịnh thường làm trung gian giảng hòa giữa Tề và Sở, thời kỳ sau là giữa Tấn và Sở. Do vai trò trung gian của Trịnh, cục diện giữa các quốc gia tại trung nguyên được giữ cân bằng trong nhiều năm.
Sang đầu thời Chiến Quốc, nước Tấn bị chia làm 3: nước Hàn, nước Triệu và nước Ngụy. Nước Trịnh giáp với Hàn và Ngụy. Chiến tranh liệt quốc càng khốc liệt. Trước sự lớn mạnh của Chiến Quốc Thất hùng, nước Trịnh cùng các chư hầu Vệ, Lỗ,... ngày càng suy yếu, chỉ trừ có Tống là vẫn đương cự được với Thất hùng lúc đó.
Từ thời Trịnh Tương công, Thất Mục (七穆) chấp chánh đại quyền, điều khiển quốc gia. Thời kì Thất mục chấp quyền, duy có Tử Sản (子产; cháu Trịnh Mục công, còn gọi là Công Tôn Kiều 公孙侨) là có chính sách linh hoạt, giúp nước Trịnh bị kẹt giữa các cường quốc một thời gian trở nên phú quý và giàu có. Dưới sự điều hành của đại thần Tử Sản, nước Trịnh là nước đầu tiên ban hành bộ luật năm 543 TCN. Sau thời đại Tử Sản, nước Trịnh lại rơi vào suy yếu.
Thời kì đầu Chiến Quốc, nước Trịnh chủ yếu bị nước Hàn đang lên chèn ép. Trịnh Ai công bị dân trong nước giết, Trịnh Cộng công rồi tiếp đến là Trịnh U công liên tiếp bị lập lên ngôi. Nước Hàn tấn công nước Trịnh, giết U công, lập Công tử Đài lên ngôi, tức Trịnh Nhu công. Thời Trịnh Nhu công, nước Trịnh đôi ba lần đánh nhau với nước Hàn, thắng thua đều có, vô cùng kịch liệt. Năm 398 TCN, Trịnh Nhu công giết đại phu là Tử Dương, rồi dư đảng của Tử Dương hợp lại giết Trịnh Nhu công, lập Công tử Ất lên ngôi, tức Trịnh Khang công. Vào lúc này, quân lực nước Trịnh ngày càng suy yếu, dần bị nước Hàn chiếm các thành quốc quan trọng như Dương Thành.
Năm 375 TCN, Trịnh bị Hàn tiêu diệt. Về sau công tử nước Hàn là Hàn Phi viết sách Hàn Phi tử thường lấy người nước Trịnh làm ví dụ về người ngốc nghếch.

## Thất mục
Trịnh quốc Thất mục (郑国七穆) là danh từ chỉ con cháu Trịnh Mục công đã điều hành Trịnh quốc trong nhiều năm. Tất cả đều là con cháu Mục công nên gọi như vậy, gồm các họ: Lương, Du, Quốc, Hãn, Tứ, Ấn và Phong. Sau thời Trịnh Tương công, Thất mục thay phiên nhau chưởng chính đại quyền, thực tế điều hành chính trị của nước Trịnh, tương đương Tam Hoàn (三桓) của nước Lỗ.
- Lương Thị (良氏): Công tử Khứ Tật (公子去疾), tự Tử Lương (子良). Đại biểu nhân vật có: Công Tôn Triếp (公孙辄; còn gọi Tử Nhĩ 子耳), Lương Tiêu (良宵), Lương Chỉ (良止).
- Quốc Thị (国氏): Công tử Phát (公子发), tự Tử Quốc (子国). Đại biểu nhân vật: Tử Sản, còn gọi là Công Tôn Kiều (公孙侨).
- Tứ Thị (驷氏): Công tử Phi (公子騑), tự Từ Tứ (子驷). Đại biểu nhân vật: Tử Tây (子西), còn gọi là Công Tôn Hạ (公孙夏).
- Hãn Thị (罕氏): Công tử Hỉ (公子喜), tự Tử Hãn (子罕). Đại biểu nhân vật: Công Tôn Xá Chi (公孙舍之), Hãn Hổ (罕虎), Hãn Đồi (罕魋).
- Phong Thị (丰氏): Công tử Bình (公子平), tự Tử Phong (子丰). Đại biểu nhân vật: Công Tôn Đoạn (公孙段), Phong Quyển (丰卷).
- Du Thị (游氏): Công tử Yển (公子偃), tự Tử Du (子游). Đại biểu nhân vật: Công Tôn Sái (公孙虿), Công Tôn Sở (公孙楚).
- Ấn Thị (印氏): Công tử Thư (公子舒), tự Tử Ấn (子印). Đại biểu nhân vật: Công Tôn Hắc Quăng (公孙黑肱), Ấn Quý (印癸).

## Niên biểu quân chủ nước Trịnh
|  |  |  |  |  |  |  |  |  |  |  |  |  |  |  |  |  |  |  |  |  |  |  |  |  |  |  |  |  |  |  |  |  |  |  |  |  |  |  |  |  |  |  |  |  |  |  |  |  |  |  |  |  |  |  |  | Thất Mục |

|                                   |                                   |                                   |                                   |                                   |                                   |  |  |                                    |                                    |                                    |                                    |                                    |                                    |  |  |                                       |                                    |                                    |                                    |                                    |                                    |  |  |                                    |                                    |                                    |                                    |                                    |                                    |  |  |                    |                    |                    |                    |                    |                    |  |  |                                            |                                            |                                            |                                            |                                            |                                            |  |  | Trịnh Hoàn công 806 TCN - 771 TCN                 |                                                   |                                                   |                                                   |                                                   |                                                   |  |  |                             |                             |                             |                             |                             |                             |  |  |                                |                                |                                |                                |                                |                                |  |  |                     |                     |                     |                     |                     |                     |  |  |                         |                         |                         |                         |                         |                         |  |  |                    |                    |                    |                    |                    |                    |  |  |              |              |              |              |              |              |  |  |  |  |  |  |  |  |  |  |  |  |  |  |  |  |  |  |  |  |  |  |  |  |  |  |  |  |  |  |  |  |  |  |  |  |  |  |
|                                   |                                   |                                   |                                   |                                   |                                   |  |  |                                    |                                    |                                    |                                    |                                    |                                    |  |  |                                       |                                    |                                    |                                    |                                    |                                    |  |  |                                    |                                    |                                    |                                    |                                    |                                    |  |  |                    |                    |                    |                    |                    |                    |  |  |                                            |                                            |                                            |                                            |                                            |                                            |  |  |                                                   |                                                   |                                                   |                                                   |                                                   |                                                   |  |  |                             |                             |                             |                             |                             |                             |  |  |                                |                                |                                |                                |                                |                                |  |  |                     |                     |                     |                     |                     |                     |  |  |                         |                         |                         |                         |                         |                         |  |  |                    |                    |                    |                    |                    |                    |  |  |              |              |              |              |              |              |  |  |  |  |  |  |  |  |  |  |  |  |  |  |  |  |  |  |  |  |  |  |  |  |  |  |  |  |  |  |  |  |  |  |  |  |  |  |
|                                   |                                   |                                   |                                   |                                   |                                   |  |  |                                    |                                    |                                    |                                    |                                    |                                    |  |  |                                       |                                    |                                    |                                    |                                    |                                    |  |  |                                    |                                    |                                    |                                    |                                    |                                    |  |  |                    |                    |                    |                    |                    |                    |  |  |                                            |                                            |                                            |                                            |                                            |                                            |  |  | Trịnh Vũ công 770 TCN - 744 TCN                   |                                                   |                                                   |                                                   |                                                   |                                                   |  |  |                             |                             |                             |                             |                             |                             |  |  |                                |                                |                                |                                |                                |                                |  |  |                     |                     |                     |                     |                     |                     |  |  |                         |                         |                         |                         |                         |                         |  |  |                    |                    |                    |                    |                    |                    |  |  |              |              |              |              |              |              |  |  |  |  |  |  |  |  |  |  |  |  |  |  |  |  |  |  |  |  |  |  |  |  |  |  |  |  |  |  |  |  |  |  |  |  |  |  |
|                                   |                                   |                                   |                                   |                                   |                                   |  |  |                                    |                                    |                                    |                                    |                                    |                                    |  |  |                                       |                                    |                                    |                                    |                                    |                                    |  |  |                                    |                                    |                                    |                                    |                                    |                                    |  |  |                    |                    |                    |                    |                    |                    |  |  |                                            |                                            |                                            |                                            |                                            |                                            |  |  |                                                   |                                                   |                                                   |                                                   |                                                   |                                                   |  |  |                             |                             |                             |                             |                             |                             |  |  |                                |                                |                                |                                |                                |                                |  |  |                     |                     |                     |                     |                     |                     |  |  |                         |                         |                         |                         |                         |                         |  |  |                    |                    |                    |                    |                    |                    |  |  |              |              |              |              |              |              |  |  |  |  |  |  |  |  |  |  |  |  |  |  |  |  |  |  |  |  |  |  |  |  |  |  |  |  |  |  |  |  |  |  |  |  |  |  |
|                                   |                                   |                                   |                                   |                                   |                                   |  |  |                                    |                                    |                                    |                                    |                                    |                                    |  |  |                                       |                                    |                                    |                                    |                                    |                                    |  |  |                                    |                                    |                                    |                                    |                                    |                                    |  |  |                    |                    |                    |                    |                    |                    |  |  |                                            |                                            |                                            |                                            |                                            |                                            |  |  |                                                   |                                                   |                                                   |                                                   |                                                   |                                                   |  |  |                             |                             |                             |                             |                             |                             |  |  |                                |                                |                                |                                |                                |                                |  |  |                     |                     |                     |                     |                     |                     |  |  |                         |                         |                         |                         |                         |                         |  |  |                    |                    |                    |                    |                    |                    |  |  |              |              |              |              |              |              |  |  |  |  |  |  |  |  |  |  |  |  |  |  |  |  |  |  |  |  |  |  |  |  |  |  |  |  |  |  |  |  |  |  |  |  |  |  |
|                                   |                                   |                                   |                                   |                                   |                                   |  |  |                                    |                                    |                                    |                                    |                                    |                                    |  |  |                                       |                                    |                                    |                                    |                                    |                                    |  |  |                                    |                                    |                                    |                                    |                                    |                                    |  |  |                    |                    |                    |                    |                    |                    |  |  |                                            |                                            |                                            |                                            |                                            |                                            |  |  | Trịnh Trang công 757 TCN-743 TCN - 701            | Trịnh Trang công 757 TCN-743 TCN - 701            | Trịnh Trang công 757 TCN-743 TCN - 701            | Trịnh Trang công 757 TCN-743 TCN - 701            | Trịnh Trang công 757 TCN-743 TCN - 701            | Trịnh Trang công 757 TCN-743 TCN - 701            |  |  | Cung thúc Đoàn Công Phụ thị | Cung thúc Đoàn Công Phụ thị | Cung thúc Đoàn Công Phụ thị | Cung thúc Đoàn Công Phụ thị | Cung thúc Đoàn Công Phụ thị | Cung thúc Đoàn Công Phụ thị |  |  |                                |                                |                                |                                |                                |                                |  |  |                     |                     |                     |                     |                     |                     |  |  |                         |                         |                         |                         |                         |                         |  |  |                    |                    |                    |                    |                    |                    |  |  |              |              |              |              |              |              |  |  |  |  |  |  |  |  |  |  |  |  |  |  |  |  |  |  |  |  |  |  |  |  |  |  |  |  |  |  |  |  |  |  |  |  |  |  |
|                                   |                                   |                                   |                                   |                                   |                                   |  |  |                                    |                                    |                                    |                                    |                                    |                                    |  |  |                                       |                                    |                                    |                                    |                                    |                                    |  |  |                                    |                                    |                                    |                                    |                                    |                                    |  |  |                    |                    |                    |                    |                    |                    |  |  |                                            |                                            |                                            |                                            |                                            |                                            |  |  | Trịnh Trang công 757 TCN-743 TCN - 701            | Trịnh Trang công 757 TCN-743 TCN - 701            | Trịnh Trang công 757 TCN-743 TCN - 701            | Trịnh Trang công 757 TCN-743 TCN - 701            | Trịnh Trang công 757 TCN-743 TCN - 701            | Trịnh Trang công 757 TCN-743 TCN - 701            |  |  | Cung thúc Đoàn Công Phụ thị | Cung thúc Đoàn Công Phụ thị | Cung thúc Đoàn Công Phụ thị | Cung thúc Đoàn Công Phụ thị | Cung thúc Đoàn Công Phụ thị | Cung thúc Đoàn Công Phụ thị |  |  |                                |                                |                                |                                |                                |                                |  |  |                     |                     |                     |                     |                     |                     |  |  |                         |                         |                         |                         |                         |                         |  |  |                    |                    |                    |                    |                    |                    |  |  |              |              |              |              |              |              |  |  |  |  |  |  |  |  |  |  |  |  |  |  |  |  |  |  |  |  |  |  |  |  |  |  |  |  |  |  |  |  |  |  |  |  |  |  |
|                                   |                                   |                                   |                                   |                                   |                                   |  |  |                                    |                                    |                                    |                                    |                                    |                                    |  |  |                                       |                                    |                                    |                                    |                                    |                                    |  |  |                                    |                                    |                                    |                                    |                                    |                                    |  |  |                    |                    |                    |                    |                    |                    |  |  |                                            |                                            |                                            |                                            |                                            |                                            |  |  |                                                   |                                                   |                                                   |                                                   |                                                   |                                                   |  |  |                             |                             |                             |                             |                             |                             |  |  |                                |                                |                                |                                |                                |                                |  |  |                     |                     |                     |                     |                     |                     |  |  |                         |                         |                         |                         |                         |                         |  |  |                    |                    |                    |                    |                    |                    |  |  |              |              |              |              |              |              |  |  |  |  |  |  |  |  |  |  |  |  |  |  |  |  |  |  |  |  |  |  |  |  |  |  |  |  |  |  |  |  |  |  |  |  |  |  |
|                                   |                                   |                                   |                                   |                                   |                                   |  |  |                                    |                                    |                                    |                                    |                                    |                                    |  |  |                                       |                                    |                                    |                                    |                                    |                                    |  |  |                                    |                                    |                                    |                                    |                                    |                                    |  |  |                    |                    |                    |                    |                    |                    |  |  | Trịnh Chiêu công 700 TCN 696 TCN - 695 TCN | Trịnh Chiêu công 700 TCN 696 TCN - 695 TCN | Trịnh Chiêu công 700 TCN 696 TCN - 695 TCN | Trịnh Chiêu công 700 TCN 696 TCN - 695 TCN | Trịnh Chiêu công 700 TCN 696 TCN - 695 TCN | Trịnh Chiêu công 700 TCN 696 TCN - 695 TCN |  |  | Trịnh Lệ công 700 TCN - 697 TCN 679 TCN - 673 TCN | Trịnh Lệ công 700 TCN - 697 TCN 679 TCN - 673 TCN | Trịnh Lệ công 700 TCN - 697 TCN 679 TCN - 673 TCN | Trịnh Lệ công 700 TCN - 697 TCN 679 TCN - 673 TCN | Trịnh Lệ công 700 TCN - 697 TCN 679 TCN - 673 TCN | Trịnh Lệ công 700 TCN - 697 TCN 679 TCN - 673 TCN |  |  | Công tử Vỉ 694 TCN          | Công tử Vỉ 694 TCN          | Công tử Vỉ 694 TCN          | Công tử Vỉ 694 TCN          | Công tử Vỉ 694 TCN          | Công tử Vỉ 694 TCN          |  |  | Trịnh tử Anh 693 TCN - 680 TCN | Trịnh tử Anh 693 TCN - 680 TCN | Trịnh tử Anh 693 TCN - 680 TCN | Trịnh tử Anh 693 TCN - 680 TCN | Trịnh tử Anh 693 TCN - 680 TCN | Trịnh tử Anh 693 TCN - 680 TCN |  |  | Tử Nhân Tử Nhân thị | Tử Nhân Tử Nhân thị | Tử Nhân Tử Nhân thị | Tử Nhân Tử Nhân thị | Tử Nhân Tử Nhân thị | Tử Nhân Tử Nhân thị |  |  |                         |                         |                         |                         |                         |                         |  |  |                    |                    |                    |                    |                    |                    |  |  |              |              |              |              |              |              |  |  |  |  |  |  |  |  |  |  |  |  |  |  |  |  |  |  |  |  |  |  |  |  |  |  |  |  |  |  |  |  |  |  |  |  |  |  |
|                                   |                                   |                                   |                                   |                                   |                                   |  |  |                                    |                                    |                                    |                                    |                                    |                                    |  |  |                                       |                                    |                                    |                                    |                                    |                                    |  |  |                                    |                                    |                                    |                                    |                                    |                                    |  |  |                    |                    |                    |                    |                    |                    |  |  | Trịnh Chiêu công 700 TCN 696 TCN - 695 TCN | Trịnh Chiêu công 700 TCN 696 TCN - 695 TCN | Trịnh Chiêu công 700 TCN 696 TCN - 695 TCN | Trịnh Chiêu công 700 TCN 696 TCN - 695 TCN | Trịnh Chiêu công 700 TCN 696 TCN - 695 TCN | Trịnh Chiêu công 700 TCN 696 TCN - 695 TCN |  |  | Trịnh Lệ công 700 TCN - 697 TCN 679 TCN - 673 TCN | Trịnh Lệ công 700 TCN - 697 TCN 679 TCN - 673 TCN | Trịnh Lệ công 700 TCN - 697 TCN 679 TCN - 673 TCN | Trịnh Lệ công 700 TCN - 697 TCN 679 TCN - 673 TCN | Trịnh Lệ công 700 TCN - 697 TCN 679 TCN - 673 TCN | Trịnh Lệ công 700 TCN - 697 TCN 679 TCN - 673 TCN |  |  | Công tử Vỉ 694 TCN          | Công tử Vỉ 694 TCN          | Công tử Vỉ 694 TCN          | Công tử Vỉ 694 TCN          | Công tử Vỉ 694 TCN          | Công tử Vỉ 694 TCN          |  |  | Trịnh tử Anh 693 TCN - 680 TCN | Trịnh tử Anh 693 TCN - 680 TCN | Trịnh tử Anh 693 TCN - 680 TCN | Trịnh tử Anh 693 TCN - 680 TCN | Trịnh tử Anh 693 TCN - 680 TCN | Trịnh tử Anh 693 TCN - 680 TCN |  |  | Tử Nhân Tử Nhân thị | Tử Nhân Tử Nhân thị | Tử Nhân Tử Nhân thị | Tử Nhân Tử Nhân thị | Tử Nhân Tử Nhân thị | Tử Nhân Tử Nhân thị |  |  |                         |                         |                         |                         |                         |                         |  |  |                    |                    |                    |                    |                    |                    |  |  |              |              |              |              |              |              |  |  |  |  |  |  |  |  |  |  |  |  |  |  |  |  |  |  |  |  |  |  |  |  |  |  |  |  |  |  |  |  |  |  |  |  |  |  |
|                                   |                                   |                                   |                                   |                                   |                                   |  |  |                                    |                                    |                                    |                                    |                                    |                                    |  |  |                                       |                                    |                                    |                                    |                                    |                                    |  |  |                                    |                                    |                                    |                                    |                                    |                                    |  |  |                    |                    |                    |                    |                    |                    |  |  |                                            |                                            |                                            |                                            |                                            |                                            |  |  |                                                   |                                                   |                                                   |                                                   |                                                   |                                                   |  |  |                             |                             |                             |                             |                             |                             |  |  |                                |                                |                                |                                |                                |                                |  |  |                     |                     |                     |                     |                     |                     |  |  |                         |                         |                         |                         |                         |                         |  |  |                    |                    |                    |                    |                    |                    |  |  |              |              |              |              |              |              |  |  |  |  |  |  |  |  |  |  |  |  |  |  |  |  |  |  |  |  |  |  |  |  |  |  |  |  |  |  |  |  |  |  |  |  |  |  |
|                                   |                                   |                                   |                                   |                                   |                                   |  |  |                                    |                                    |                                    |                                    |                                    |                                    |  |  |                                       |                                    |                                    |                                    |                                    |                                    |  |  |                                    |                                    |                                    |                                    |                                    |                                    |  |  |                    |                    |                    |                    |                    |                    |  |  |                                            |                                            |                                            |                                            |                                            |                                            |  |  | Trịnh Văn công 672 TCN - 628 TCN                  | Trịnh Văn công 672 TCN - 628 TCN                  | Trịnh Văn công 672 TCN - 628 TCN                  | Trịnh Văn công 672 TCN - 628 TCN                  | Trịnh Văn công 672 TCN - 628 TCN                  | Trịnh Văn công 672 TCN - 628 TCN                  |  |  | Thúc Chiêm                  | Thúc Chiêm                  | Thúc Chiêm                  | Thúc Chiêm                  | Thúc Chiêm                  | Thúc Chiêm                  |  |  |                                |                                |                                |                                |                                |                                |  |  |                     |                     |                     |                     |                     |                     |  |  |                         |                         |                         |                         |                         |                         |  |  |                    |                    |                    |                    |                    |                    |  |  |              |              |              |              |              |              |  |  |  |  |  |  |  |  |  |  |  |  |  |  |  |  |  |  |  |  |  |  |  |  |  |  |  |  |  |  |  |  |  |  |  |  |  |  |
|                                   |                                   |                                   |                                   |                                   |                                   |  |  |                                    |                                    |                                    |                                    |                                    |                                    |  |  |                                       |                                    |                                    |                                    |                                    |                                    |  |  |                                    |                                    |                                    |                                    |                                    |                                    |  |  |                    |                    |                    |                    |                    |                    |  |  |                                            |                                            |                                            |                                            |                                            |                                            |  |  | Trịnh Văn công 672 TCN - 628 TCN                  | Trịnh Văn công 672 TCN - 628 TCN                  | Trịnh Văn công 672 TCN - 628 TCN                  | Trịnh Văn công 672 TCN - 628 TCN                  | Trịnh Văn công 672 TCN - 628 TCN                  | Trịnh Văn công 672 TCN - 628 TCN                  |  |  | Thúc Chiêm                  | Thúc Chiêm                  | Thúc Chiêm                  | Thúc Chiêm                  | Thúc Chiêm                  | Thúc Chiêm                  |  |  |                                |                                |                                |                                |                                |                                |  |  |                     |                     |                     |                     |                     |                     |  |  |                         |                         |                         |                         |                         |                         |  |  |                    |                    |                    |                    |                    |                    |  |  |              |              |              |              |              |              |  |  |  |  |  |  |  |  |  |  |  |  |  |  |  |  |  |  |  |  |  |  |  |  |  |  |  |  |  |  |  |  |  |  |  |  |  |  |
|                                   |                                   |                                   |                                   |                                   |                                   |  |  |                                    |                                    |                                    |                                    |                                    |                                    |  |  |                                       |                                    |                                    |                                    |                                    |                                    |  |  |                                    |                                    |                                    |                                    |                                    |                                    |  |  |                    |                    |                    |                    |                    |                    |  |  |                                            |                                            |                                            |                                            |                                            |                                            |  |  |                                                   |                                                   |                                                   |                                                   |                                                   |                                                   |  |  |                             |                             |                             |                             |                             |                             |  |  |                                |                                |                                |                                |                                |                                |  |  |                     |                     |                     |                     |                     |                     |  |  |                         |                         |                         |                         |                         |                         |  |  |                    |                    |                    |                    |                    |                    |  |  |              |              |              |              |              |              |  |  |  |  |  |  |  |  |  |  |  |  |  |  |  |  |  |  |  |  |  |  |  |  |  |  |  |  |  |  |  |  |  |  |  |  |  |  |
|                                   |                                   |                                   |                                   |                                   |                                   |  |  |                                    |                                    |                                    |                                    |                                    |                                    |  |  |                                       |                                    |                                    |                                    |                                    |                                    |  |  |                                    |                                    |                                    |                                    |                                    |                                    |  |  |                    |                    |                    |                    |                    |                    |  |  | Thái tử Hoa                                | Thái tử Hoa                                | Thái tử Hoa                                | Thái tử Hoa                                | Thái tử Hoa                                | Thái tử Hoa                                |  |  | Trịnh Mục công 627 TCN - 606 TCN                  | Trịnh Mục công 627 TCN - 606 TCN                  | Trịnh Mục công 627 TCN - 606 TCN                  | Trịnh Mục công 627 TCN - 606 TCN                  | Trịnh Mục công 627 TCN - 606 TCN                  | Trịnh Mục công 627 TCN - 606 TCN                  |  |  | Tử Tang                     | Tử Tang                     | Tử Tang                     | Tử Tang                     | Tử Tang                     | Tử Tang                     |  |  | Công tử Sĩ                     | Công tử Sĩ                     | Công tử Sĩ                     | Công tử Sĩ                     | Công tử Sĩ                     | Công tử Sĩ                     |  |  | Công tử Hà          | Công tử Hà          | Công tử Hà          | Công tử Hà          | Công tử Hà          | Công tử Hà          |  |  | Tử Du Di                | Tử Du Di                | Tử Du Di                | Tử Du Di                | Tử Du Di                | Tử Du Di                |  |  |                    |                    |                    |                    |                    |                    |  |  |              |              |              |              |              |              |  |  |  |  |  |  |  |  |  |  |  |  |  |  |  |  |  |  |  |  |  |  |  |  |  |  |  |  |  |  |  |  |  |  |  |  |  |  |
|                                   |                                   |                                   |                                   |                                   |                                   |  |  |                                    |                                    |                                    |                                    |                                    |                                    |  |  |                                       |                                    |                                    |                                    |                                    |                                    |  |  |                                    |                                    |                                    |                                    |                                    |                                    |  |  |                    |                    |                    |                    |                    |                    |  |  | Thái tử Hoa                                | Thái tử Hoa                                | Thái tử Hoa                                | Thái tử Hoa                                | Thái tử Hoa                                | Thái tử Hoa                                |  |  | Trịnh Mục công 627 TCN - 606 TCN                  | Trịnh Mục công 627 TCN - 606 TCN                  | Trịnh Mục công 627 TCN - 606 TCN                  | Trịnh Mục công 627 TCN - 606 TCN                  | Trịnh Mục công 627 TCN - 606 TCN                  | Trịnh Mục công 627 TCN - 606 TCN                  |  |  | Tử Tang                     | Tử Tang                     | Tử Tang                     | Tử Tang                     | Tử Tang                     | Tử Tang                     |  |  | Công tử Sĩ                     | Công tử Sĩ                     | Công tử Sĩ                     | Công tử Sĩ                     | Công tử Sĩ                     | Công tử Sĩ                     |  |  | Công tử Hà          | Công tử Hà          | Công tử Hà          | Công tử Hà          | Công tử Hà          | Công tử Hà          |  |  | Tử Du Di                | Tử Du Di                | Tử Du Di                | Tử Du Di                | Tử Du Di                | Tử Du Di                |  |  |                    |                    |                    |                    |                    |                    |  |  |              |              |              |              |              |              |  |  |  |  |  |  |  |  |  |  |  |  |  |  |  |  |  |  |  |  |  |  |  |  |  |  |  |  |  |  |  |  |  |  |  |  |  |  |
|                                   |                                   |                                   |                                   |                                   |                                   |  |  |                                    |                                    |                                    |                                    |                                    |                                    |  |  |                                       |                                    |                                    |                                    |                                    |                                    |  |  |                                    |                                    |                                    |                                    |                                    |                                    |  |  |                    |                    |                    |                    |                    |                    |  |  |                                            |                                            |                                            |                                            |                                            |                                            |  |  |                                                   |                                                   |                                                   |                                                   |                                                   |                                                   |  |  |                             |                             |                             |                             |                             |                             |  |  |                                |                                |                                |                                |                                |                                |  |  |                     |                     |                     |                     |                     |                     |  |  |                         |                         |                         |                         |                         |                         |  |  |                    |                    |                    |                    |                    |                    |  |  |              |              |              |              |              |              |  |  |  |  |  |  |  |  |  |  |  |  |  |  |  |  |  |  |  |  |  |  |  |  |  |  |  |  |  |  |  |  |  |  |  |  |  |  |
| Trịnh Linh công 605 TCN           | Trịnh Linh công 605 TCN           | Trịnh Linh công 605 TCN           | Trịnh Linh công 605 TCN           | Trịnh Linh công 605 TCN           | Trịnh Linh công 605 TCN           |  |  | Trịnh Tương công 604 TCN - 587 TCN | Trịnh Tương công 604 TCN - 587 TCN | Trịnh Tương công 604 TCN - 587 TCN | Trịnh Tương công 604 TCN - 587 TCN | Trịnh Tương công 604 TCN - 587 TCN | Trịnh Tương công 604 TCN - 587 TCN |  |  | Công tử Khứ Tật Lương thị             | Công tử Khứ Tật Lương thị          | Công tử Khứ Tật Lương thị          | Công tử Khứ Tật Lương thị          | Công tử Khứ Tật Lương thị          | Công tử Khứ Tật Lương thị          |  |  | Công tử Yển Du thị                 | Công tử Yển Du thị                 | Công tử Yển Du thị                 | Công tử Yển Du thị                 | Công tử Yển Du thị                 | Công tử Yển Du thị                 |  |  | Công tử Hỉ Hãn thị | Công tử Hỉ Hãn thị | Công tử Hỉ Hãn thị | Công tử Hỉ Hãn thị | Công tử Hỉ Hãn thị | Công tử Hỉ Hãn thị |  |  | Công tử Tứ Tứ thị                          | Công tử Tứ Tứ thị                          | Công tử Tứ Tứ thị                          | Công tử Tứ Tứ thị                          | Công tử Tứ Tứ thị                          | Công tử Tứ Tứ thị                          |  |  | Công tử Phát Quốc thị                             | Công tử Phát Quốc thị                             | Công tử Phát Quốc thị                             | Công tử Phát Quốc thị                             | Công tử Phát Quốc thị                             | Công tử Phát Quốc thị                             |  |  | Công tử Gia Khổng thị       | Công tử Gia Khổng thị       | Công tử Gia Khổng thị       | Công tử Gia Khổng thị       | Công tử Gia Khổng thị       | Công tử Gia Khổng thị       |  |  | Tử Ấn Ấn thị                   | Tử Ấn Ấn thị                   | Tử Ấn Ấn thị                   | Tử Ấn Ấn thị                   | Tử Ấn Ấn thị                   | Tử Ấn Ấn thị                   |  |  | Tử Phong Phong thị  | Tử Phong Phong thị  | Tử Phong Phong thị  | Tử Phong Phong thị  | Tử Phong Phong thị  | Tử Phong Phong thị  |  |  | Sĩ tử Khổng Đại Quý thị | Sĩ tử Khổng Đại Quý thị | Sĩ tử Khổng Đại Quý thị | Sĩ tử Khổng Đại Quý thị | Sĩ tử Khổng Đại Quý thị | Sĩ tử Khổng Đại Quý thị |  |  | Tử Nhiên Nhiên thị | Tử Nhiên Nhiên thị | Tử Nhiên Nhiên thị | Tử Nhiên Nhiên thị | Tử Nhiên Nhiên thị | Tử Nhiên Nhiên thị |  |  | Tử Vũ Vũ thị | Tử Vũ Vũ thị | Tử Vũ Vũ thị | Tử Vũ Vũ thị | Tử Vũ Vũ thị | Tử Vũ Vũ thị |  |  |  |  |  |  |  |  |  |  |  |  |  |  |  |  |  |  |  |  |  |  |  |  |  |  |  |  |  |  |  |  |  |  |  |  |  |  |
| Trịnh Linh công 605 TCN           | Trịnh Linh công 605 TCN           | Trịnh Linh công 605 TCN           | Trịnh Linh công 605 TCN           | Trịnh Linh công 605 TCN           | Trịnh Linh công 605 TCN           |  |  | Trịnh Tương công 604 TCN - 587 TCN | Trịnh Tương công 604 TCN - 587 TCN | Trịnh Tương công 604 TCN - 587 TCN | Trịnh Tương công 604 TCN - 587 TCN | Trịnh Tương công 604 TCN - 587 TCN | Trịnh Tương công 604 TCN - 587 TCN |  |  | Công tử Khứ Tật Lương thị             | Công tử Khứ Tật Lương thị          | Công tử Khứ Tật Lương thị          | Công tử Khứ Tật Lương thị          | Công tử Khứ Tật Lương thị          | Công tử Khứ Tật Lương thị          |  |  | Công tử Yển Du thị                 | Công tử Yển Du thị                 | Công tử Yển Du thị                 | Công tử Yển Du thị                 | Công tử Yển Du thị                 | Công tử Yển Du thị                 |  |  | Công tử Hỉ Hãn thị | Công tử Hỉ Hãn thị | Công tử Hỉ Hãn thị | Công tử Hỉ Hãn thị | Công tử Hỉ Hãn thị | Công tử Hỉ Hãn thị |  |  | Công tử Tứ Tứ thị                          | Công tử Tứ Tứ thị                          | Công tử Tứ Tứ thị                          | Công tử Tứ Tứ thị                          | Công tử Tứ Tứ thị                          | Công tử Tứ Tứ thị                          |  |  | Công tử Phát Quốc thị                             | Công tử Phát Quốc thị                             | Công tử Phát Quốc thị                             | Công tử Phát Quốc thị                             | Công tử Phát Quốc thị                             | Công tử Phát Quốc thị                             |  |  | Công tử Gia Khổng thị       | Công tử Gia Khổng thị       | Công tử Gia Khổng thị       | Công tử Gia Khổng thị       | Công tử Gia Khổng thị       | Công tử Gia Khổng thị       |  |  | Tử Ấn Ấn thị                   | Tử Ấn Ấn thị                   | Tử Ấn Ấn thị                   | Tử Ấn Ấn thị                   | Tử Ấn Ấn thị                   | Tử Ấn Ấn thị                   |  |  | Tử Phong Phong thị  | Tử Phong Phong thị  | Tử Phong Phong thị  | Tử Phong Phong thị  | Tử Phong Phong thị  | Tử Phong Phong thị  |  |  | Sĩ tử Khổng Đại Quý thị | Sĩ tử Khổng Đại Quý thị | Sĩ tử Khổng Đại Quý thị | Sĩ tử Khổng Đại Quý thị | Sĩ tử Khổng Đại Quý thị | Sĩ tử Khổng Đại Quý thị |  |  | Tử Nhiên Nhiên thị | Tử Nhiên Nhiên thị | Tử Nhiên Nhiên thị | Tử Nhiên Nhiên thị | Tử Nhiên Nhiên thị | Tử Nhiên Nhiên thị |  |  | Tử Vũ Vũ thị | Tử Vũ Vũ thị | Tử Vũ Vũ thị | Tử Vũ Vũ thị | Tử Vũ Vũ thị | Tử Vũ Vũ thị |  |  |  |  |  |  |  |  |  |  |  |  |  |  |  |  |  |  |  |  |  |  |  |  |  |  |  |  |  |  |  |  |  |  |  |  |  |  |
|                                   |                                   |                                   |                                   |                                   |                                   |  |  |                                    |                                    |                                    |                                    |                                    |                                    |  |  |                                       |                                    |                                    |                                    |                                    |                                    |  |  |                                    |                                    |                                    |                                    |                                    |                                    |  |  |                    |                    |                    |                    |                    |                    |  |  |                                            |                                            |                                            |                                            |                                            |                                            |  |  |                                                   |                                                   |                                                   |                                                   |                                                   |                                                   |  |  |                             |                             |                             |                             |                             |                             |  |  |                                |                                |                                |                                |                                |                                |  |  |                     |                     |                     |                     |                     |                     |  |  |                         |                         |                         |                         |                         |                         |  |  |                    |                    |                    |                    |                    |                    |  |  |              |              |              |              |              |              |  |  |  |  |  |  |  |  |  |  |  |  |  |  |  |  |  |  |  |  |  |  |  |  |  |  |  |  |  |  |  |  |  |  |  |  |  |  |
| Trịnh Điệu công 586 TCN - 585 TCN | Trịnh Điệu công 586 TCN - 585 TCN | Trịnh Điệu công 586 TCN - 585 TCN | Trịnh Điệu công 586 TCN - 585 TCN | Trịnh Điệu công 586 TCN - 585 TCN | Trịnh Điệu công 586 TCN - 585 TCN |  |  | Trịnh quân Nhu 581                 | Trịnh quân Nhu 581                 | Trịnh quân Nhu 581                 | Trịnh quân Nhu 581                 | Trịnh quân Nhu 581                 | Trịnh quân Nhu 581                 |  |  | Trịnh Thành công 584 TCN - 571 TCN    | Trịnh Thành công 584 TCN - 571 TCN | Trịnh Thành công 584 TCN - 571 TCN | Trịnh Thành công 584 TCN - 571 TCN | Trịnh Thành công 584 TCN - 571 TCN | Trịnh Thành công 584 TCN - 571 TCN |  |  |                                    |                                    |                                    |                                    |                                    |                                    |  |  |                    |                    |                    |                    |                    |                    |  |  |                                            |                                            |                                            |                                            |                                            |                                            |  |  |                                                   |                                                   |                                                   |                                                   |                                                   |                                                   |  |  |                             |                             |                             |                             |                             |                             |  |  |                                |                                |                                |                                |                                |                                |  |  |                     |                     |                     |                     |                     |                     |  |  |                         |                         |                         |                         |                         |                         |  |  |                    |                    |                    |                    |                    |                    |  |  |              |              |              |              |              |              |  |  |  |  |  |  |  |  |  |  |  |  |  |  |  |  |  |  |  |  |  |  |  |  |  |  |  |  |  |  |  |  |  |  |  |  |  |  |
| Trịnh Điệu công 586 TCN - 585 TCN | Trịnh Điệu công 586 TCN - 585 TCN | Trịnh Điệu công 586 TCN - 585 TCN | Trịnh Điệu công 586 TCN - 585 TCN | Trịnh Điệu công 586 TCN - 585 TCN | Trịnh Điệu công 586 TCN - 585 TCN |  |  | Trịnh quân Nhu 581                 | Trịnh quân Nhu 581                 | Trịnh quân Nhu 581                 | Trịnh quân Nhu 581                 | Trịnh quân Nhu 581                 | Trịnh quân Nhu 581                 |  |  | Trịnh Thành công 584 TCN - 571 TCN    | Trịnh Thành công 584 TCN - 571 TCN | Trịnh Thành công 584 TCN - 571 TCN | Trịnh Thành công 584 TCN - 571 TCN | Trịnh Thành công 584 TCN - 571 TCN | Trịnh Thành công 584 TCN - 571 TCN |  |  |                                    |                                    |                                    |                                    |                                    |                                    |  |  |                    |                    |                    |                    |                    |                    |  |  |                                            |                                            |                                            |                                            |                                            |                                            |  |  |                                                   |                                                   |                                                   |                                                   |                                                   |                                                   |  |  |                             |                             |                             |                             |                             |                             |  |  |                                |                                |                                |                                |                                |                                |  |  |                     |                     |                     |                     |                     |                     |  |  |                         |                         |                         |                         |                         |                         |  |  |                    |                    |                    |                    |                    |                    |  |  |              |              |              |              |              |              |  |  |  |  |  |  |  |  |  |  |  |  |  |  |  |  |  |  |  |  |  |  |  |  |  |  |  |  |  |  |  |  |  |  |  |  |  |  |
|                                   |                                   |                                   |                                   |                                   |                                   |  |  |                                    |                                    |                                    |                                    |                                    |                                    |  |  | Trịnh Li công 570 TCN - 566 TCN       |                                    |                                    |                                    |                                    |                                    |  |  |                                    |                                    |                                    |                                    |                                    |                                    |  |  |                    |                    |                    |                    |                    |                    |  |  |                                            |                                            |                                            |                                            |                                            |                                            |  |  |                                                   |                                                   |                                                   |                                                   |                                                   |                                                   |  |  |                             |                             |                             |                             |                             |                             |  |  |                                |                                |                                |                                |                                |                                |  |  |                     |                     |                     |                     |                     |                     |  |  |                         |                         |                         |                         |                         |                         |  |  |                    |                    |                    |                    |                    |                    |  |  |              |              |              |              |              |              |  |  |  |  |  |  |  |  |  |  |  |  |  |  |  |  |  |  |  |  |  |  |  |  |  |  |  |  |  |  |  |  |  |  |  |  |  |  |
|                                   |                                   |                                   |                                   |                                   |                                   |  |  |                                    |                                    |                                    |                                    |                                    |                                    |  |  |                                       |                                    |                                    |                                    |                                    |                                    |  |  |                                    |                                    |                                    |                                    |                                    |                                    |  |  |                    |                    |                    |                    |                    |                    |  |  |                                            |                                            |                                            |                                            |                                            |                                            |  |  |                                                   |                                                   |                                                   |                                                   |                                                   |                                                   |  |  |                             |                             |                             |                             |                             |                             |  |  |                                |                                |                                |                                |                                |                                |  |  |                     |                     |                     |                     |                     |                     |  |  |                         |                         |                         |                         |                         |                         |  |  |                    |                    |                    |                    |                    |                    |  |  |              |              |              |              |              |              |  |  |  |  |  |  |  |  |  |  |  |  |  |  |  |  |  |  |  |  |  |  |  |  |  |  |  |  |  |  |  |  |  |  |  |  |  |  |
|                                   |                                   |                                   |                                   |                                   |                                   |  |  |                                    |                                    |                                    |                                    |                                    |                                    |  |  | Trịnh Giản công 570-565 TCN - 530 TCN |                                    |                                    |                                    |                                    |                                    |  |  |                                    |                                    |                                    |                                    |                                    |                                    |  |  |                    |                    |                    |                    |                    |                    |  |  |                                            |                                            |                                            |                                            |                                            |                                            |  |  |                                                   |                                                   |                                                   |                                                   |                                                   |                                                   |  |  |                             |                             |                             |                             |                             |                             |  |  |                                |                                |                                |                                |                                |                                |  |  |                     |                     |                     |                     |                     |                     |  |  |                         |                         |                         |                         |                         |                         |  |  |                    |                    |                    |                    |                    |                    |  |  |              |              |              |              |              |              |  |  |  |  |  |  |  |  |  |  |  |  |  |  |  |  |  |  |  |  |  |  |  |  |  |  |  |  |  |  |  |  |  |  |  |  |  |  |
|                                   |                                   |                                   |                                   |                                   |                                   |  |  |                                    |                                    |                                    |                                    |                                    |                                    |  |  |                                       |                                    |                                    |                                    |                                    |                                    |  |  |                                    |                                    |                                    |                                    |                                    |                                    |  |  |                    |                    |                    |                    |                    |                    |  |  |                                            |                                            |                                            |                                            |                                            |                                            |  |  |                                                   |                                                   |                                                   |                                                   |                                                   |                                                   |  |  |                             |                             |                             |                             |                             |                             |  |  |                                |                                |                                |                                |                                |                                |  |  |                     |                     |                     |                     |                     |                     |  |  |                         |                         |                         |                         |                         |                         |  |  |                    |                    |                    |                    |                    |                    |  |  |              |              |              |              |              |              |  |  |  |  |  |  |  |  |  |  |  |  |  |  |  |  |  |  |  |  |  |  |  |  |  |  |  |  |  |  |  |  |  |  |  |  |  |  |
|                                   |                                   |                                   |                                   |                                   |                                   |  |  |                                    |                                    |                                    |                                    |                                    |                                    |  |  | Trịnh Định công 529 TCN - 514 TCN     |                                    |                                    |                                    |                                    |                                    |  |  |                                    |                                    |                                    |                                    |                                    |                                    |  |  |                    |                    |                    |                    |                    |                    |  |  |                                            |                                            |                                            |                                            |                                            |                                            |  |  |                                                   |                                                   |                                                   |                                                   |                                                   |                                                   |  |  |                             |                             |                             |                             |                             |                             |  |  |                                |                                |                                |                                |                                |                                |  |  |                     |                     |                     |                     |                     |                     |  |  |                         |                         |                         |                         |                         |                         |  |  |                    |                    |                    |                    |                    |                    |  |  |              |              |              |              |              |              |  |  |  |  |  |  |  |  |  |  |  |  |  |  |  |  |  |  |  |  |  |  |  |  |  |  |  |  |  |  |  |  |  |  |  |  |  |  |
|                                   |                                   |                                   |                                   |                                   |                                   |  |  |                                    |                                    |                                    |                                    |                                    |                                    |  |  |                                       |                                    |                                    |                                    |                                    |                                    |  |  |                                    |                                    |                                    |                                    |                                    |                                    |  |  |                    |                    |                    |                    |                    |                    |  |  |                                            |                                            |                                            |                                            |                                            |                                            |  |  |                                                   |                                                   |                                                   |                                                   |                                                   |                                                   |  |  |                             |                             |                             |                             |                             |                             |  |  |                                |                                |                                |                                |                                |                                |  |  |                     |                     |                     |                     |                     |                     |  |  |                         |                         |                         |                         |                         |                         |  |  |                    |                    |                    |                    |                    |                    |  |  |              |              |              |              |              |              |  |  |  |  |  |  |  |  |  |  |  |  |  |  |  |  |  |  |  |  |  |  |  |  |  |  |  |  |  |  |  |  |  |  |  |  |  |  |
|                                   |                                   |                                   |                                   |                                   |                                   |  |  |                                    |                                    |                                    |                                    |                                    |                                    |  |  | Trịnh Hiến công 513 TCN - 501 TCN     |                                    |                                    |                                    |                                    |                                    |  |  |                                    |                                    |                                    |                                    |                                    |                                    |  |  |                    |                    |                    |                    |                    |                    |  |  |                                            |                                            |                                            |                                            |                                            |                                            |  |  |                                                   |                                                   |                                                   |                                                   |                                                   |                                                   |  |  |                             |                             |                             |                             |                             |                             |  |  |                                |                                |                                |                                |                                |                                |  |  |                     |                     |                     |                     |                     |                     |  |  |                         |                         |                         |                         |                         |                         |  |  |                    |                    |                    |                    |                    |                    |  |  |              |              |              |              |              |              |  |  |  |  |  |  |  |  |  |  |  |  |  |  |  |  |  |  |  |  |  |  |  |  |  |  |  |  |  |  |  |  |  |  |  |  |  |  |
|                                   |                                   |                                   |                                   |                                   |                                   |  |  |                                    |                                    |                                    |                                    |                                    |                                    |  |  |                                       |                                    |                                    |                                    |                                    |                                    |  |  |                                    |                                    |                                    |                                    |                                    |                                    |  |  |                    |                    |                    |                    |                    |                    |  |  |                                            |                                            |                                            |                                            |                                            |                                            |  |  |                                                   |                                                   |                                                   |                                                   |                                                   |                                                   |  |  |                             |                             |                             |                             |                             |                             |  |  |                                |                                |                                |                                |                                |                                |  |  |                     |                     |                     |                     |                     |                     |  |  |                         |                         |                         |                         |                         |                         |  |  |                    |                    |                    |                    |                    |                    |  |  |              |              |              |              |              |              |  |  |  |  |  |  |  |  |  |  |  |  |  |  |  |  |  |  |  |  |  |  |  |  |  |  |  |  |  |  |  |  |  |  |  |  |  |  |
|                                   |                                   |                                   |                                   |                                   |                                   |  |  |                                    |                                    |                                    |                                    |                                    |                                    |  |  |                                       |                                    |                                    |                                    |                                    |                                    |  |  |                                    |                                    |                                    |                                    |                                    |                                    |  |  |                    |                    |                    |                    |                    |                    |  |  |                                            |                                            |                                            |                                            |                                            |                                            |  |  |                                                   |                                                   |                                                   |                                                   |                                                   |                                                   |  |  |                             |                             |                             |                             |                             |                             |  |  |                                |                                |                                |                                |                                |                                |  |  |                     |                     |                     |                     |                     |                     |  |  |                         |                         |                         |                         |                         |                         |  |  |                    |                    |                    |                    |                    |                    |  |  |              |              |              |              |              |              |  |  |  |  |  |  |  |  |  |  |  |  |  |  |  |  |  |  |  |  |  |  |  |  |  |  |  |  |  |  |  |  |  |  |  |  |  |  |
|                                   |                                   |                                   |                                   |                                   |                                   |  |  | Trịnh Thanh công 500 TCN - 463 TCN | Trịnh Thanh công 500 TCN - 463 TCN | Trịnh Thanh công 500 TCN - 463 TCN | Trịnh Thanh công 500 TCN - 463 TCN | Trịnh Thanh công 500 TCN - 463 TCN | Trịnh Thanh công 500 TCN - 463 TCN |  |  | Trịnh Cung công 455 TCN - 424 TCN     | Trịnh Cung công 455 TCN - 424 TCN  | Trịnh Cung công 455 TCN - 424 TCN  | Trịnh Cung công 455 TCN - 424 TCN  | Trịnh Cung công 455 TCN - 424 TCN  | Trịnh Cung công 455 TCN - 424 TCN  |  |  |                                    |                                    |                                    |                                    |                                    |                                    |  |  |                    |                    |                    |                    |                    |                    |  |  |                                            |                                            |                                            |                                            |                                            |                                            |  |  |                                                   |                                                   |                                                   |                                                   |                                                   |                                                   |  |  |                             |                             |                             |                             |                             |                             |  |  |                                |                                |                                |                                |                                |                                |  |  |                     |                     |                     |                     |                     |                     |  |  |                         |                         |                         |                         |                         |                         |  |  |                    |                    |                    |                    |                    |                    |  |  |              |              |              |              |              |              |  |  |  |  |  |  |  |  |  |  |  |  |  |  |  |  |  |  |  |  |  |  |  |  |  |  |  |  |  |  |  |  |  |  |  |  |  |  |
|                                   |                                   |                                   |                                   |                                   |                                   |  |  | Trịnh Thanh công 500 TCN - 463 TCN | Trịnh Thanh công 500 TCN - 463 TCN | Trịnh Thanh công 500 TCN - 463 TCN | Trịnh Thanh công 500 TCN - 463 TCN | Trịnh Thanh công 500 TCN - 463 TCN | Trịnh Thanh công 500 TCN - 463 TCN |  |  | Trịnh Cung công 455 TCN - 424 TCN     | Trịnh Cung công 455 TCN - 424 TCN  | Trịnh Cung công 455 TCN - 424 TCN  | Trịnh Cung công 455 TCN - 424 TCN  | Trịnh Cung công 455 TCN - 424 TCN  | Trịnh Cung công 455 TCN - 424 TCN  |  |  |                                    |                                    |                                    |                                    |                                    |                                    |  |  |                    |                    |                    |                    |                    |                    |  |  |                                            |                                            |                                            |                                            |                                            |                                            |  |  |                                                   |                                                   |                                                   |                                                   |                                                   |                                                   |  |  |                             |                             |                             |                             |                             |                             |  |  |                                |                                |                                |                                |                                |                                |  |  |                     |                     |                     |                     |                     |                     |  |  |                         |                         |                         |                         |                         |                         |  |  |                    |                    |                    |                    |                    |                    |  |  |              |              |              |              |              |              |  |  |  |  |  |  |  |  |  |  |  |  |  |  |  |  |  |  |  |  |  |  |  |  |  |  |  |  |  |  |  |  |  |  |  |  |  |  |
|                                   |                                   |                                   |                                   |                                   |                                   |  |  |                                    |                                    |                                    |                                    |                                    |                                    |  |  |                                       |                                    |                                    |                                    |                                    |                                    |  |  |                                    |                                    |                                    |                                    |                                    |                                    |  |  |                    |                    |                    |                    |                    |                    |  |  |                                            |                                            |                                            |                                            |                                            |                                            |  |  |                                                   |                                                   |                                                   |                                                   |                                                   |                                                   |  |  |                             |                             |                             |                             |                             |                             |  |  |                                |                                |                                |                                |                                |                                |  |  |                     |                     |                     |                     |                     |                     |  |  |                         |                         |                         |                         |                         |                         |  |  |                    |                    |                    |                    |                    |                    |  |  |              |              |              |              |              |              |  |  |  |  |  |  |  |  |  |  |  |  |  |  |  |  |  |  |  |  |  |  |  |  |  |  |  |  |  |  |  |  |  |  |  |  |  |  |
|                                   |                                   |                                   |                                   |                                   |                                   |  |  | Trịnh Ai công 462 TCN - 455 TCN    | Trịnh Ai công 462 TCN - 455 TCN    | Trịnh Ai công 462 TCN - 455 TCN    | Trịnh Ai công 462 TCN - 455 TCN    | Trịnh Ai công 462 TCN - 455 TCN    | Trịnh Ai công 462 TCN - 455 TCN    |  |  | Trịnh U công 423 TCN                  | Trịnh U công 423 TCN               | Trịnh U công 423 TCN               | Trịnh U công 423 TCN               | Trịnh U công 423 TCN               | Trịnh U công 423 TCN               |  |  | Trịnh Khang công 395 TCN - 375 TCN | Trịnh Khang công 395 TCN - 375 TCN | Trịnh Khang công 395 TCN - 375 TCN | Trịnh Khang công 395 TCN - 375 TCN | Trịnh Khang công 395 TCN - 375 TCN | Trịnh Khang công 395 TCN - 375 TCN |  |  |                    |                    |                    |                    |                    |                    |  |  |                                            |                                            |                                            |                                            |                                            |                                            |  |  |                                                   |                                                   |                                                   |                                                   |                                                   |                                                   |  |  |                             |                             |                             |                             |                             |                             |  |  |                                |                                |                                |                                |                                |                                |  |  |                     |                     |                     |                     |                     |                     |  |  |                         |                         |                         |                         |                         |                         |  |  |                    |                    |                    |                    |                    |                    |  |  |              |              |              |              |              |              |  |  |  |  |  |  |  |  |  |  |  |  |  |  |  |  |  |  |  |  |  |  |  |  |  |  |  |  |  |  |  |  |  |  |  |  |  |  |
|                                   |                                   |                                   |                                   |                                   |                                   |  |  | Trịnh Ai công 462 TCN - 455 TCN    | Trịnh Ai công 462 TCN - 455 TCN    | Trịnh Ai công 462 TCN - 455 TCN    | Trịnh Ai công 462 TCN - 455 TCN    | Trịnh Ai công 462 TCN - 455 TCN    | Trịnh Ai công 462 TCN - 455 TCN    |  |  | Trịnh U công 423 TCN                  | Trịnh U công 423 TCN               | Trịnh U công 423 TCN               | Trịnh U công 423 TCN               | Trịnh U công 423 TCN               | Trịnh U công 423 TCN               |  |  | Trịnh Khang công 395 TCN - 375 TCN | Trịnh Khang công 395 TCN - 375 TCN | Trịnh Khang công 395 TCN - 375 TCN | Trịnh Khang công 395 TCN - 375 TCN | Trịnh Khang công 395 TCN - 375 TCN | Trịnh Khang công 395 TCN - 375 TCN |  |  |                    |                    |                    |                    |                    |                    |  |  |                                            |                                            |                                            |                                            |                                            |                                            |  |  |                                                   |                                                   |                                                   |                                                   |                                                   |                                                   |  |  |                             |                             |                             |                             |                             |                             |  |  |                                |                                |                                |                                |                                |                                |  |  |                     |                     |                     |                     |                     |                     |  |  |                         |                         |                         |                         |                         |                         |  |  |                    |                    |                    |                    |                    |                    |  |  |              |              |              |              |              |              |  |  |  |  |  |  |  |  |  |  |  |  |  |  |  |  |  |  |  |  |  |  |  |  |  |  |  |  |  |  |  |  |  |  |  |  |  |  |
|                                   |                                   |                                   |                                   |                                   |                                   |  |  |                                    |                                    |                                    |                                    |                                    |                                    |  |  | Trịnh Nhu công 422 TCN - 396 TCN      |                                    |                                    |                                    |                                    |                                    |  |  |                                    |                                    |                                    |                                    |                                    |                                    |  |  |                    |                    |                    |                    |                    |                    |  |  |                                            |                                            |                                            |                                            |                                            |                                            |  |  |                                                   |                                                   |                                                   |                                                   |                                                   |                                                   |  |  |                             |                             |                             |                             |                             |                             |  |  |                                |                                |                                |                                |                                |                                |  |  |                     |                     |                     |                     |                     |                     |  |  |                         |                         |                         |                         |                         |                         |  |  |                    |                    |                    |                    |                    |                    |  |  |              |              |              |              |              |              |  |  |  |  |  |  |  |  |  |  |  |  |  |  |  |  |  |  |  |  |  |  |  |  |  |  |  |  |  |  |  |  |  |  |  |  |  |  |

Nước Trịnh tồn tại 432 năm với 23 đời vua. Có 2 vua ở ngôi 2 lần là Trịnh Chiêu công và Trịnh Lệ công. Hai vua này cùng với Trịnh Tử Vỉ và Trịnh Tử Anh (không có thụy hiệu) đều là con Trịnh Trang công. Ở ngôi lâu nhất là Trịnh Văn công (45 năm 672-628 TCN).
| Thụy hiệu        | Họ tên      | Số năm trị vì | Thời gian               |
| ---------------- | ----------- | ------------- | ----------------------- |
| Trịnh Hoàn công  | Cơ Hữu      | 36            | 806 TCN-771 TCN         |
| Trịnh Vũ công    | Cơ Quật Đột | 27            | 770 TCN-744 TCN         |
| Trịnh Trang công | Cơ Ngụ Sinh | 43            | 743 TCN-701 TCN         |
| Trịnh Chiêu công | Cơ Hốt      | 1             | 700 TCN                 |
| Trịnh Lệ công    | Cơ Đột      | 4             | 700 TCN-697 TCN         |
| Trịnh Chiêu công | Cơ Hốt      | 2             | 696 TCN-695 TCN (lần 2) |
| Trịnh Tử Vỉ      | Cơ Tử Vỉ    | 7 tháng       | 694 TCN                 |
| Trịnh Tử Anh     | Cơ Anh      | 14            | 693 TCN-680 TCN         |
| Trịnh Lệ công    | Cơ Đột      | 7             | 679 TCN-673 TCN (lần 2) |
| Trịnh Văn công   | Cơ Tiệp     | 45            | 672 TCN-628 TCN         |
| Trịnh Mục công   | Cơ Tử Lan   | 22            | 627 TCN-606 TCN         |
| Trịnh Linh công  | Cơ Tử Di    | 1             | 605 TCN                 |
| Trịnh Tương công | Cơ Tử Kiên  | 18            | 604 TCN-587 TCN         |
| Trịnh Điệu công  | Cơ Phí      | 2             | 586 TCN-585 TCN         |
| Trịnh Thành công | Cơ Hỗn      | 14            | 584 TCN-571 TCN         |
| Trịnh Li công    | Cơ Uẩn      | 5             | 570 TCN-566 TCN         |
| Trịnh Giản công  | Cơ Gia      | 36            | 565 TCN-530 TCN         |
| Trịnh Định công  | Cơ Ninh     | 16            | 529 TCN-514 TCN         |
| Trịnh Hiến công  | Cơ Độn      | 13            | 513 TCN-501 TCN         |
| Trịnh Thanh công | Cơ Thắng    | 38            | 500 TCN-463 TCN         |
| Trịnh Ai công    | Cơ Dịch     | 8             | 462 TCN-455 TCN         |
| Trịnh Cộng công  | Cơ Sửu      | 32            | 455 TCN-424 TCN         |
| Trịnh U công     | Cơ Dĩ       | 1             | 423 TCN                 |
| Trịnh Nhu công   | Cơ Đãi      | 27            | 422 TCN-396 TCN         |
| Trịnh Khang công | Cơ Ất       | 21            | 395 TCN-375 TCN         |